# Rhedin Fjord
Rhedin Fjord är en fjord i Grönland (Kungariket Danmark). Den ligger i den centrala delen av Grönland, 1 400 km nordost om huvudstaden Nuuk.